# Hans Mühlenfeld

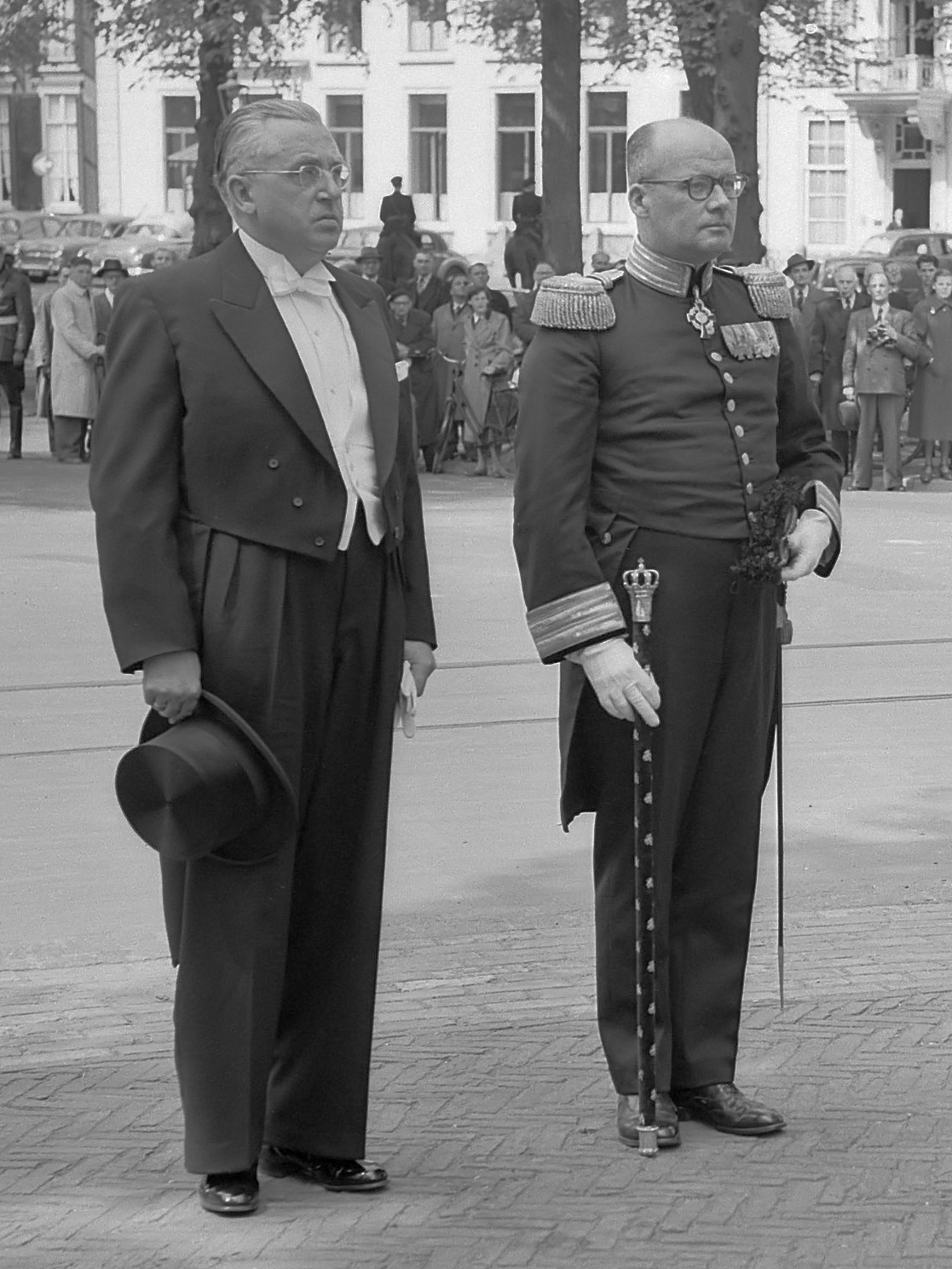
Hans Mühlenfeld, links, vor der Übergabe seines Beglaubigungsschreibens an Königin Juliana der Niederlande (1953)

Hans Mühlenfeld (* 11. September 1901 in Hannover; † 14. Oktober 1969 in Isernhagen) war ein deutscher Politiker (DP, später FDP) und Botschafter.

## Leben
Mühlenfeld studierte Rechts- und Staatswissenschaft und neuere Geschichte in Göttingen, wo er auch zum Dr. jur. promovierte und danach das Referendarexamen ablegte. Im Sommersemester 1929 wurde er Mitglied der Burschenschaft Hannovera, einer Studentenverbindung in der Deutschen Burschenschaft. Nach dem Assessorexamen war er als Wirtschaftsjurist tätig.
Nach 1945 war er Mitbegründer der Niedersächsischen Landespartei und ab 1950 stellvertretender Vorsitzender der Deutschen Partei. 1947 wurde er für kurze Zeit Oberkreisdirektor des Landkreises Bremervörde, Abgeordneter des Hannoverschen Landtags und des Niedersächsischen Landtages. Er gehörte 1948/49 dem Wirtschaftsrat der Bizone für Niedersachsen an, wo er Vorsitzender des Wahlprüfungsausschusses war. 1949 wurde Mühlenfeld auf der niedersächsischen Landesliste der DP in den Deutschen Bundestag gewählt und übernahm nach dem Tode von Friedrich Klinge am 21. Dezember 1949 den Fraktionsvorsitz der Deutschen Partei, nachdem er bereits zuvor stellvertretender Fraktionsvorsitzender gewesen war. Mühlenfeld war Mitglied der Beratenden Versammlung des Europarates 1949–1953.
Sein Mandat legte er am 15. Mai 1953 nieder, um Botschafter der Bundesrepublik Deutschland in den Niederlanden zu werden. Dieses Amt übte er bis 1958 aus, danach war er bis 1962 Botschafter in Australien. Nach der Fusion der DP mit dem GB/BHE verließ er seine bisherige Partei und war von 1963 bis 1967 Mitglied der FDP. Von 1963 bis 1965 amtierte er in der sozialliberalen Koalition von Georg Diederichs als niedersächsischer Kultusminister.
Sein Sohn war der Physiker und Hochschullehrer für Mess- und Automatisierungstechnik Eike Mühlenfeld.

## Veröffentlichungen
- Hans Mühlenfeld: Reichsautobahnrecht. Verlag Nolte, Düsseldorf (Rechts- und staatswissenschaftliche Dissertation, Göttingen 1938)
- Hans Mühlenfeld: Politik ohne Wunschbilder. Die Konservative Aufgabe unserer Zeit. München, 1952